# Annay, Nièvre
Annay är en kommun i departementet Nièvre i regionen Bourgogne-Franche-Comté i de centrala delarna av Frankrike. Kommunen ligger i kantonen Cosne-Cours-sur-Loire-Nord som tillhör arrondissementet Cosne-Cours-sur-Loire. År 2022 hade Annay 345 invånare.

## Befolkningsutveckling
Antalet invånare i kommunen Annay
| Referens: INSEE |